# Jucken
Jucken é um município da Alemanha localizado no distrito (Kreis ou Landkreis) de Bitburg-Prüm, na associação municipal de Verbandsgemeinde Arzfeld, no estado da Renânia-Palatinado.